# Boletus leptospermi
Boletus leptospermi är en svampart som beskrevs av McNabb 1968. Boletus leptospermi ingår i släktet rörsoppar och familjen Boletaceae.   Inga underarter finns listade i Catalogue of Life.